# Ухановка (Великобагачанский район)
Ухановка (укр. Уханівка) — село,
Остапьевский сельский совет,
Великобагачанский район,
Полтавская область,
Украина.
Код КОАТУУ — 5320283606. Население по переписи 2001 года составляло 137 человек.

## Географическое положение
Село Ухановка находится на левом берегу реки Псёл,
выше по течению примыкает село Запселье.
Река в этом месте извилистая, образует лиманы, старицы и заболоченные озёра (в т.ч. озеро Речище).